# Садове (Александровський район)
Садове (рос. Садовое) — село у Александровському районі Ставропольського краю Російської Федерації.
Муніципальне утворення — Александровський муніципальний округ. Населення становить 1177 осіб.

## Історія
Згідно із законом від 4 жовтня 2004 року № 88-КЗ у 2004—2020 роках муніципальним утворенням була Круглолеська сільрада.

## Населення
| 1989 | 2002  | 2010  |
| ---- | ----- | ----- |
| 1336 | ↘1149 | ↗1177 |